# Кичмењаци
Кичмењаци (лат. Vertebrata) билатерално су симетрични хордати са развијеном лобањском чауром у којој се налази мозак. Највећи број кичмењака поседује кичмене пршљенове и сегментисано тело. Кичменица се састоји од кичмених пршљенова. Са леђне стране пршљенова постоје наставци који обухватају задњи део нервне цеви — кичмену мождину и тако је штите.
Кичмењаци су подељени на рибе, водоземце, гмизавце, сисаре и птице. Екстантне кичмене опције величине су од врсте жаба Paedophryne amauensis, са само 7,7 mm до плавог кита, до 33 m. Кичмењаци чине мање од пет процената свих описаних животињских врста; остали су бескичмењаци, који немају кичму.
Кичмењачи традиционално укључују слепуље, које немају одговарајуће пршљенове услед губитка у еволуцији, иако њихови најближи живи рођаци, пакларе, раде. Међутим, слепуља поседује лобању. Из тог разлога, subphylum се понекад назива Craniata када се говори о морфологији.

## Етимологија
Порекло кичмењака произашло је из латинске речи Vertebratus, што значи спој кичме. Прото-индоевропско порекло језика још увијек није јасно.
Вретенчар је изведен из речи вретенца, који се односи на било коју од костију или сегменте кичмене колоне.

## Анатомија и морфологија
Сви кичмењаци изграђују се по основном делу тела хордата: круту кост која пролази кроз животињу (кичмени стуб и / или notochord), са шупљом цевчицом нервног ткива (кичмене мождине) а испод њега се налази црево.
На свим кичмењацима, уста се налазе на доњем предњем делу животиње, док се анус налази при крају тела. Преостали део тела који се наставља након ануса, формира реп са пршљенима и кичменом мождином, али без црева.

## Еволуција

### Први кичмењаци
Сматра се да су кичмењаци настали пре око 525 милиона година током експлозије у Камбрију, у којима је дошло до порасти разноврсности организама. Први изумрли најпознатији кичмењак је био Myllokunmingia.
Још један рани кичмењак је Haikouichthys. За разлику од друге фауне која је доминирала Камбријанцима, ове групе су имале основни стадијум кичменог тела: нотохорду, рудиментарне пршљенове и добро дефинисану главу и реп. Сви ови рани кичмењаци нису имали вилице и ослањали су се на храњење близу дна. Група кичмењака несигурне филогеније, конодонта попут малих јегуља, позната су из микрофосила њихових парних зубних сегмената од касног камбријумa до краја тријасa.

### Од риба до водоземаца
Први кичмењаци са вилицама појавили су се у најновијем ордовицијуму и постали су уобичајени у девону, често познатом као „доба риба”. Две групе кошчаних риба, зракоперке и саркоптеригије, развиле су се и постале уобичајене. Девонци су такође видели пропаст практично свих бешчељусних риба, осим лампреја и тегова, као и Placodermi, група оклопних риба која је доминирала целим тим периодом од касног силурија. Девонски период је такође осведочио пораст првих лабиринтодонта, који су били прелазни облик између риба и водоземаца.

### Мезозоични кичмењаци
Мезозоични кичмењаци, амниоте су се одвојиле од лабиринтодонта у каснијем периоду карбонизма. Парарептилија и синапсидни амниоти били су чести током касног палеозоика, док су дијапсиди постали доминантни током мезозоика. У мору су доминирале кошчане рибе; птице, изведени облик диносауруса, еволуирале су у јури. Изумирање диносауруса, изузев птица, на крају креде омогућило је ширење сисара, који су се развили из терапсида, групе синапсидних амниота, током касног тријасног период.

### После мезозоика
Након мезозоичних кичмењака на свет су дошли кенозоични кичмењаци, који су се појавили у доба палеогена.
У кенозоичне кичмењаке спадају:
- Рибе
- Водоземци
- Гмизавци
- Птице
- Сисари

## Грађа

### Кожа
Кичмењаци имају двобочну (билатералну) симетрију тела. Основни делови тела кичмењака су глава, труп и реп. Тело им је прекривено вишеслојном кожом која садржи различите жлезде.
На рачун рожног слоја развиле су се у току еволуције разне заштитне творевине као што су рожне крљушти (покривају тело гуштера и змија), рожне плоче (корњаче и крокодили), перје, длаке, канџе, нокти, копита, рогови идр. Перје (митарењем), а длаке лињањем се такође периодично одбацују.

### Покожица
Покожица (епидермис) се увек састоји од више слојева епителских ћелија које су збијене једна уз другу и граде компактан слој. Број слојева је различит на разним местима на телу, као што је нпр. код човека број слојева већи на длановима и стопалима. Површински слојеви састоје се из сасвим спљоштених ћелија, које постепено изумиру и замењују се новим.
Доњи слојеви покожице који се налазе уз крзно су активни у током целог живота и својим деобама образују горње слојеве ћелија. Они представљају герминативни слој. У ћелијама горњих слојева покожице долази до процеса орожњавања — ћелије се постепено испуњавају рожном материјом (кератином) што доводи до изумирања тих ћелија. Тако се на самој површини тела образује слој мртвих ћелија — рожни слој. Између рожног и герминативног слоја налазе се прелазни слојеви у којима орожњавање није довршено. Рожни слој има заштитну улогу и нарочито је добро развијен код типичних копнених кичмењака, гмизаваца, птица и сисара, док је код водоземаца релативно танак. Површински рожни слојеви одбацују се стално и делимично (перутање) или периодично у целини у виду пресвлачења (код змија — змијска кошуљица).

### Мишићни систем
Испод коже налазе се снажно развијени мишићи трупа и органа за кретање, који кичмењацима омогућавају велику покретљивост. За разлику од већине бескичмењака, који имају спољашњи скелет, кичмењаци имају унутрашњи скелет. Граде га скелет главе, кичменица, ребра и скелет удова. У главеном делу скелета — лобањи налази се мозак. Скелет може бити хрскавичав или коштани.

### Систем органа за варење
Систем органа за варење састоји се од усне дупље и цревног канала. Цревни канал кичмењака чине ждрело, једњак, желудац, танко, дебело и право црево које се завршава аналним отвором (анусом). Међутим, код неких кичмењака задњи део црева се улива у клоаку. У клоаку се уливају и изводни канали система за излучивање и размножавање.

#### Систем за варење риба
Рибе храну уносе кроз уста уз помоћ вилица. Већина риба има зубе и непокретан језик (код копнених животиња је много развијенији). Рибе такође немају пљувачне жлезде, јер кроз њихову усну дупљу стално пролази вода. Храна се даље креће кроз ждрело, које је код риба и осталих водених кичмењака више развијено него код копнених и садржи прорезе за комуникацију са спољашњом средином, те у једњак, па затим у стомак. Ту се одвија делимично варење уз деловање желудачних сокова (који садрже киселине и ензиме), а храна се потом креће кроз црева за даље варење и апсорпцију храњивих материја у крв. Неке рибе имају црева само једне величине, па се код њих не разликују танко и дебело црево. Рибе које су претежно месоједи обично имају краћа црева од биљоједа. Отпадне материје излазе кроз анус.
Између стомака и црева постоји структура која обавља функцију вентила. Након те структуре канал од јетре и панкреаса везује се за црева и до хране доводе ензиме, укључујући и пепсин и трипсин (код многих риба панкреас је расут у виду многобројних жлезданих чворова у цревној мезентери). Пепсин и трипсин се не доводе у црева на том месту, већ се формирају и излучују из подслузних ћелија у стомак и црева њиховом целом дужином. У унутрашњости црева налазе се многи крвни судови који упијају храњиве материје. Такође су присутни многи набори да би црева могла садржавати што више крвних судова и да би се повећала додирна површина између хране и крви.

#### Систем за варење водоземаца
Многи водоземци лове плен избацујући свој издужени језик са љепљивим врхом и враћајући га у уста, након чега плен зграбе и вилицама. Неки користе инерцијски начин храњења, што значи да нагло забацују своју главу према напред, због чега им се храна у устима креће према назад. Већина водоземаца свој плен гута цео, без много жвакања, па стога поседују врло велике стомаке. Кратки једњак има много трепљи, које, заједно са слузи из жлезда у устима и ждрелу, потпомажу кретање хране. Ензим хитиназа у стомаку помаже при варењу хитинске кутикуле зглавкара које водоземци лове.
Водоземци поседују панкреас, јетру и жучну кесу. Јетра је обично велика са две округле избочине. Њену величину одређује њена функција као места за складиштење гликогена и масти, а може се мењати кроз годишња доба када се те резерве допуњују или искориштавају. Адипозно ткиво је још један начин складиштења енергије и јавља се у пределу абдомена, испод коже и, код неких даждевњака, у репу.

#### Систем за варење гмизаваца
Већина гмизаваца су инсектоједи или месоједи и имају једноставан и кратак дигестивни тракт, будући да су разлагање и варење меса релативно једноставни. Варење се одвија спорије него код сисара, што се одражава на њихов нижи метаболизам одмарања (количина калорија коју би једна јединка потрошила када и спавала цели дан и ноћ) и на њихову немогућност да распарчају и сажваћу храну. Њихов поикилотермни (хладнокрвни) метаболизам захтева врло мало енергије, што великим гмизавцима попут крокодила омогућава да живе и по неколико месеци на само једном великом оброку, споро га варећи.
Иако су данашњи гмизавци претежно месоједи, у раном периоду развоја гмизаваца постојало је неколико група које су изродиле велике биљоједе: у палеозоику су то били парејасаури и дисинодонти (кладус Synapsida), а у мезозоику неколико група диносаура. Данас су корњаче претежно биљоједна група гмизаваца, а неколико група агама и игуана се делимично или у потпуности хране биљкама.
Гмизавци биљоједи суочавају се са истим проблемима као и сисари биљоједи, али будући да немају њихове сложене зубе, многе врсте гмизаваца гутају камење (гастролите) који им помажу у варењу: то камење креће се по стомаку и тако меље биљне материје. Фосилизовани гастролити пронађени су уз скелете орнитопода и сауропода, мада није сигурно утврђено да ли су код последње групе имали функцију у варењу. Морски крокодили такође користе гастролите као баласт, који их стабилизује у води или им помаже при роњењу. Предложено је и да су гастролити код плезиосаура имали двојну функцију баласта и помагала при варењу.
Код отровних змија пљувачне жлезде су се претвориле у отровне жлезде.

#### Систем за варење птица
Код птица се желудац састоји из жлезданог (жлезде луче пљувачку и ензиме) и механичког дела (бубац). Бубац је веома мишићав и обложен чврстом превлаком која помаже у дробљењу хране, чиме се надокнађује недостатак зуба. Осим тога, птице имају два слепа црева.
Исхрана птица врло је разнолика, те укључује нектар, воће, биљке, семе, стрвине и многе мале животиње, укључујући и друге птице. Будући да птице немају зубе, њихов систем за варење прилагођен је варењу необрађене хране, коју оне најчешће гутају целу.
Птице које се хране на више различитих начина или имају врло разнолику прехрану називају се генералистима, док се друге, које концентришу време и труд на прибављање појединих типова хране или имају само један начин на који то раде, називају специјалистима. Начини прехране код птица варирају од врсте до врсте. Многе прикупљају инсекте, бескичмењаке, воће или семе са дрвећа или тла. Неке лове инсекте изненадним нападом са гране. Оне врсте које се хране инсектима-штеточинама сматрају се благотворним „агентима биолошке контроле” и њихово се присуство подстиче у програмима биолошке контроле штеточина. Птице које се хране нектаром, као што су колибрији, медосаси, лорији и други, развили су посебно прилагођене четкасте језике, а код многих се чини да су кљунови коеволуирали искључиво са оним врстама цвећа којим се хране. Кивији и обалске птице имају дуге кљунове којима траже бескичмењаке; кљунови различитих дужина код обалских птица довели су до раздвајања еколошких ниша. Северни гњурци, ронилице, пингвини и њорке лове плен под водом, користећи крила и ноге за погон, док се ваздушни предатори попут блуна, водомара и чигри обрушавају за пленом из ваздуха. Пламенци, три врсте трибуса Prion и неке патке хране се филтрирањем. Гуске и праве патке углавном једу биљке.
Неке се врсте, укључујући фрегате, галебове и поморнике, прехрањују клептопаразитизмом, што значи да отимају храну од других птица. Сматра се да клептопаразитизмом не прибављају значајан део своје исхране, већ он служи само као надопуна, док се већина хране прибавља ловом; једно истраживање је устврдило да велика фрегата највише 40%, а у просеку само 5% своје хране добија крађом од плена врсте Sula dactylatra. Друге птице су стрвинари; неке од њих, попут лешинара, специјализирале су се за исхрану стрвинама, док су други, попут галебова, врана и птица грабљивица опортунисти.

#### Систем за варење сисара

##### Месоједи

###### Усна шупљина
Усна шупљина месождера има велик отвор. При лову развијају велику снагу и кидају месо ловине. Мишићи лица су слабији. Вилична веза је једноставна спона у висини зуба и та врста везе је стабилна. Сљепоочни мишић је главни мишић који покреће вилице месождера. Тај је мишић одговара већем делу обима главе. Угао горње вилице им је мали јер жвачни и споначни мишић који су ту причвршћени немају велику важност за ове животиње.
Доња вилица не може се покретати напред, а њено кретање с једне стране на другу је ограничено. Кутњаци имају оштрице. При затварању вилица кутњаци клизе једни према другима. Тако се ствара механизам за трзање меса с костију. Зуби месождера су раздвојени тако да се на њима не задржавају комадићи меса. Секутићи су ситни и зашиљени. Служе за хватање жртве и за ситњење. Очњаци су прилично издужени. Њима животиња рањава, трза и убија свој улов. Кутњаци су спљоштени и у облику троугла са зупчастим ивицама. Због способности вилица да се расклапају, кутњаци горње и доње вилице се спајају од позади према напред.
Пљувачка код месождера не садржи ензиме за варење. Кад месождер сисар гута храну, он је не жваће. Ензими за верење беланчевина не могу се ослободити у устима (постоји опасности да се уништи и усна шупљина-аутоварење). Месождери не мешају храну са пљувачком. Они откидају велике комаде меса те их такве гутају, без уситњавања.

##### Биљоједи

###### Усна шупљина
Код сисара биљоједа добро су развијени мишићи лица, који се састоје од дебелих меснатих усни, релативно малог усног отвора и задебљалог мишићавог језика.
Усне помажу при довођењу хране у уста. Мишићима лица и језиком потпомажу обраду хране. Спој две вилице налази се изнад висине зуби. Овај спој је мање стабилан него код месождера, покретнији је, а тиме омогућава сложене покрете вилица потребне за жвакање биљне хране. Овакав спој вилица омогућава да се код затварања уста поклопе горњи и доњи кутњаци и дуж целе вилице, и тако омогућава млевење хране. Оваква врста споја вилица је важна за животиње које се хране биљкама.
Слепоочни мишић је мали и он има малу важност. Жваћни и спонски мишићи држе горњу вилицу и њишу је с једне стране на другу. Доња вилица креће се у страну. Такво бочно кретање вилице потребно је за мрвљење хране при жвакању.
Распоред зуба варира од врсте до врсте, зависно од вегетације којом се та одређена врста храни. Иако се те животиње разликују по броју и обележјима зуба, зубала им показују неке заједничке структурне црте. Секутићи су широки, спљоштени и ромбоидни. Очњаци могу бити ситни, истакнути и потпуно одсутни. Кутњаци су четвртасти и спљоштени с горње стране да би пружили површину за млевење хране. Не клизе једни крај других окомито већ клизе једни преко других водоравно, ломећи и уситњавајући храну. Површина кутњака се разликује међу врстама зависно од биљки којима се хране. Зуби су им уско груписани. Тако секутићи стварају механизам помоћу којег гризу, брсте делове биљака, а горњи и доњи кутњаци чине платое за дробљење и млевење хране. Оваква шупљина има велике могућности ширења простора што се и реализује у току једења.
Пажљиво жваћу храну, гурајући је језиком и мишићима лица напријед-назад међу зубе за млевење и уситњавање. Такав темељни процес потребан је да би се механички разбио ћелијски зид биљне ћелије. Омогућава им да сварљив садржај из ћелије изађе и помеша се са пљувачком. Мешање хране са пљувачком је врло важно јер пљувачка сисара-биљоједа садржи ензиме за разградњу угљених хидрата, који разграђују молекуле хране док је она још у устима.

### Систем органа за излучивање
Органи за излучивање кичмењака чине бубрези, мокраћоводи и мокраћна цев којом се мокраћа излива у спољашњу средину и клоаку. Већина копнених кичмењака има и мокраћну бешику у којој се сакупља мокраћа.
Улога органа је излучивање азотних продуката размене материја као и регулисања количине течности, соли и других материја у организму. Врло су значајни за одржавање сталног састава крви (хомеостаза).
Код кичмењака се јављају три типа бубрега који се смењују током ембрионалног развића. Код нижих се јављају две генерације бубрега.

### Размножавање
Кичмењаци се размножавају полно. Систем органа за размножавање чине полне жлезде и полни одводи. Мушке полне жлезде су семеници. У њима настају сперматозоиди. Женске полне ћелије су јајници. У њима настају женске полне ћелије — јајне ћелије. Оплођење може бити спољашње. Унутрашњем оплођењу претходи парење.

### Крвни систем
Крвни систем кичмењака чине срце и крвни судови. Срце кичмењака грађено је од делова који се називају преткоморе и коморе.
Срце је орган које пумпа и потискује крв кроз крвне судове. Крв доноси ћелијама кисеоник, хранљиве и друге неопходне супстанце, а из њих односи штетне супстанце и угљен-диоксид.
Црвена боја крви потиче од пигмента хемоглобина.

### Нервни систем
Основна организацијска и функцијска јединица нервног система је нервна је ћелија или неурон. Састоји се од звездастог тела са једром и нервних наставака. То су (1) кратки — дрволико разгранати дендрит и (2) дужи неурит или нервно влакно, који се на крају такође грана. Дендрити преносе импулсе (подстицаје, подражаје) ка телу неурона, а аксони — од тела ка дендриту суседног неурона или ефектору. Међусобни спој суседних нервних ћелија остварује се функционалном везом дендтита једне са неуритом друге и то преко синапсе или спојнице.
Периферни нерви састављени су од аксона који се пружају читавом њиховом дужином па код човека могу достићи дужину и преко 1 м. Мождане и мождинске нерве чине снопови кратких аксона, а у осећајним и аутономним нервима, тела неурона се удружују у специјалне чвориће — ганглије.
Преношење нервних импулса дуж неурона остварује се протицањем наелектрисаних честица — јона кроз мембрану неурита. Непобуђена нервна ћелија је електрично поларизована, јер унутрашњу и спољну страну њене опне одликују различити — позитивни и негативни набоји. То је последица разлика у концентрацији натријумових и калијумових јона на супротним странама опне. Висока унутрашња концентрација калијума, а ниска натријума, праћена је обрнутим смером њихових спољних концентрација. У моменту подражаја, мења се распоред молекулa у мембрани па она постаје пропустљива за излазеће калијумове и улазеће натријумове јоне. Мембрана губи поларизацију — деполаризује се — а настали електрични набој (акциони потенцијал) доводи до промене односа концентрација ових јона у њеном суседном делу, који се такође деполаризује. Деполаризовани део мембране је електронегативан у односу на поларизирани. Зато се између њих ствара струјно коло па се рецепторски импулс шири као талас деполатизација, који брзо напредује дуж нерва.

### Систем за дисање
1. Душник
2. Главна бронхија
3. Лобарна бронхија
4. Сегментална бронхија
5. Бронхиоле
6. Алвеоларни канал
7. Алвеола

Код људи и других сисара, анатомија типичног респираторног система је респираторни тракт. Тракт је подељену у горњи и доњи. Горњи тракт обухвата нос, носне шупљине, синуса, ждрела и дела гркљана изнад гласних струна. Нижи тракт обухвата нижи део гркљана, душник, бронхије, бронхиоле и алвеоле.
Разгранати дисајни путеви у доњем тракту се често описују као респираторно стабло или трахеобронхијално стабло. Интервали између узастопних места гранања дуж разних грана „стабла” се обично називају „генерацијама” гранања, којих у одрастао човек има око 23. Раније генерације (приближно генерације 0—16) састоје се од трахеја и бронхија, као и већих бронхиола које једноставно делују као ваздушни водови. Оне доводе ваздух до респираторних бронхиола, алвеоларних канала и алвеола (приближно генерације 17—23), где долази до размене гасова. Бронхиоле се дефинишу као мали ваздушни путеви без хрскавичасте подршке.
Прве бронхије које се гранају од душника су десна и лева главна бронхија. Оне су мањег пречника (1 -1,4 cm) од душника (1,8 cm). Ове бронхије улазе у плућа на сваком хилуму, где се гранају у уже секундарне бронхије познате као лобарне бронхије, и оне се гранају у уже терцијарне бронхије познате као сегменталне бронхије. Даље поделе сегменталних бронхија (1 до 6 mm у пречнику) су познате као 4. ред, 5. ред, и 6. ред сегменталних бронхија, или груписане заједно као субсегменталне бронхије.
У поређењу са просеком од 23 гранања респираторног стабла код одраслог човека, миш има само око 13 таквих гранања.
Алвеоле су мртви крајеви „стабла”, што значи да ваздух који у њих уђе мора да изађе истим путем. Систем попут овог креира мртви простор, запремину ваздуха (око 150 ml код одраслог човека) која попуњава ваздушне путеве након издисаја и која се удише назад у алвеоле пре него што ваздух из околине доспе до њих.

#### Шкрге
Шкрге (лат. branchia) код водених кичмењака (риба и ларви водоземаца) и бескичмењака функционишу као респираторни органи, док се код копнених кичмењака јављају само у току ембрионалног развића, а касније се редукују.
Код кичмењака шкрге су ендодермалног и мезодермалног порекла могу да буду:
- Унутрашње које настају као евагинације унутрашњег зида ждрела и образују се код риба
- Спољашње које полазе са спољашњег зида ждрела и карактеристичне су за ларве водоземаца

#### Плућа
Плућа кичмењака су по правилу парна, састоје се од два плућна крила (изузетак су змије код којих је једно плућно крило закржљало). Плућа сувоземних кичмењака су врло слична рибљем мехуру плућашица. Она стоје у вези са цревом преко душника, који се отвара у ждрелу једним пукотинастим отвором. Изнад тог отвора је код сисара развијен израштај у виду поклопца (епиглотис), који затвара улазак у душник за време гутања. Почетни део душника, у нивоу отвора, је гркљан. Гркљан, нарочито код сисара, функционише као гласни орган захваљујући гласним жицама, које се протежу у његовој унутрашњости. Зид душника је подупрт хрскавичавим прстеновима. На свом крају душник се грана на бронхије које се даље гранају у самим плућима. Код птица је на месту гранања душника смештен орган који производи глас.
Плућа су нарочито сложене грађе код птица и сисара. Код птица од плућних крила полазе проширења — ваздушне кесе, чији израштаји залазе између унутрашњих органа и у кости. Оне смањују специфичну тежину тела и учествују у дисању за време летења. Приликом лета, грудни кош птица се не шири, па покрети грудног мишића изазивају ширење и скупљање кеса.
Код сисара плућа леже у грудној дупљи која је од трбушне одвојена дијафрагмом. Ваздух доспева у плућа покретима грудног коша. Његовим наизменичним ширењем и враћањем у првобитну запремину мења се и запремина плућа. У тим покретима учествују:
- Инспираторни мишићи учествују у ширењу грудног коша, односно, удисају (инспиријум); главни међу њима су:
  - Спољашњи међуребарни мишићи
  - Дијафрагма
- Експираторни мишићи помажу издисај (експирација); припадају им:
  - Унутрашњи међуребарни мишићи
  - Трбушни мишићи

Бронхије се у плућима гранају на бронхиоле које се завршавају плућним мехурићима чији зидови образују коморице — алвеоле. Алвеоле су танких зидова и богате мрежом капилара и представљају респираторну површину преко које се врши размена гасова.

### Чулни органи
Очи кичмењака припадају мехурастом типу и могу бити:
- непарне очи — има их мали број кичмењака и то као темено (колоусте, неке рибе и гуштери) и пинеално око (код колоуста, а код осталих кичмењака је претворено у епифизу);
- парне очи.

#### Парне очи
Изграђене су по типу затвореног очног мехура (очна јабучица). Очна јабучица обавијена је са три опне:
1. беоњачом — спољашња опна, која на предњем крају образује провидну рожњачу;
2. судовњачом — богата крвним судовима; на предњем крају образује дужицу (различито обојена) која на средини има отвор — зеницу; иза дужице лежи очно сочиво;
3. мрежњачом (ретина) —унутрашња опна; она је најсложенији део ока; у њој се налазе чулне ћелије:

- штапићи — одговорни за разликовање светлости и таме; код сисара су бројнији од чепића;
- чепићи — одговорни за уочавање боја и детаља предмета; највише их има у средини мрежњаче (на линији која пролази кроз центар ока) на месту које се зове жута мрља — место најоштријег вида.

## Разноврсност кичмењака
Кичмењаци су на основу заступљености вилица подељени у две основне групе:
1. кичмењаци без вилица
2. кичмењаци са вилицама

У кичмењаке без вилица спадају колоусте и остракодерми.

### Кичмењаци без вилица

#### Колоусте
Ова поткласа обухвата мали број рецентних морских и слатководних врста које су према спољашњој морфологији веома сличне јегуљама од којих се разликују далеко примитивнијом грађом. Кожа им је слузава и без крљушти обојена сиво — мрко. Дужине су до 1 m. Крећу се вијугањем тела и често се припијају за пливајуће предмете и објекте.
Назив добиле према усном отвору који је, услед недостатка вилица, стално отворен и округао. У усном отвору се налазе многобројни рожни зубићи. Поред недостатка вилица ове животиње немају ни парне удове већ само једно недиференцирано непарно пераје у виду кожног набора који је изнутра подупрт хрскавичавим елементима. Унутрашњи скелет је представљен хордом (chorda dorzalis) која је обавијена чврстом везивном опном. Поједини делови хорде су хрскавичави и метамерно распоређени. Лобања је врло просте грађе и састоји се од неколико хрскавичавих елемената. Одозго, на средини главе налази се само један носни отвор по чему се називају и Monorhini. Мозак је петоделан и са њиме су у вези ендокрине жлезде: епифиза и хипофиза.
Шкрге се састоје од листића који леже у шкржним кесама. Срце се налази у перикардијуму и састоји од преткоморе и коморе. Црево је у облику праве цеви на којој нема желуца. Јетра је развијена док је панкреас у зачетку. Слезина не постоји, већ је уместо ње у зиду црева присутно лимфоидно ткиво. Излучивање врше парним мезонефросима чији се изводни канали изливају заједничким отвором који се налази иза аналног отвора.
Већина колоуста је одвојених полова. Полне жлезде су непарне и немају изводне канале па се полни продукти избацују у телесну дупљу да би у спољашњу средину биле избачене преко урогениталног синуса који се налази иза аналног отвора. Развиће се одвија метаморфозом преко ларве амоцетес (ammocoetes). Ларве се толико разликују од одрасле јединке да су раније биле описиване као засебна врста. Живе на дну заривене у песак по чему су и добиле име.
Велики број врста су ектопаразити риба. Помоћу рожних зубића се причвршћују за тело домаћина и помоћу језика, који служи као пумпа, сишу крв.
Циклостоми се деле на два реда:
- слепуље или Myxinoidea;
- змијуљице, (називају се још вијуни или пакларе) или Petromyzontes.

#### Остракодерми
Остракодерми су најстарији прапреци кичмењака познати у фосилном стању. Фосили се могу наћи у слојевима земље из периода од ордовицијума до девона. Као и њихови сродници колоусте нису имали парне удове и вилице. За разлику од колоуста имали су добро развијен кожни скелет, односно њихова кожа има коштане плочице или крљушти по чему су добили име. Снажно развијени коштани оклоп омогућио је њихову јако добру фосилизацију. То су биле слабо покретне животиње, лоши пливачи које су већину живота проводиле на дну слатких вода. Скелет им је био хрскавичав.
Деле се на четири реда:
1. остеостраци
2. анаспида (Anaspida)
3. хетеростраци
4. целолепида (Coelolepida)

### Кичмењаци са вилицама

#### Рибе
Рибе (лат. Pisces) ектотермни су водени кичмењаци који живе готово искључиво у води. Наука која се бави рибама зове се ихтиологија. Постоји преко 33.100 врста риба, што их чини највећом групом кичмењака. Око половине свих кичмењака су рибе, најстарији познати фосили су стари 450 милиона година. За кретање им служе парна и непарна пераја. Дишу шкргама, а срце им има једну преткомору и једну комору и кроз њега протиче редукована крв. Немају мали крвоток. Најразвијенији део мозга је мали мозак. Кичменица је образована и може бити хрскавичава или окоштала. Оплођење је спољашње, а врсте по основу доношења младих могу бити овипарне, ововивипарне и вивипарне.

#### Водоземци
Водоземци или амфибије (лат. Amphibia) су први становници копна међу кичмењацима (копнени кичмењаци) и истовремено њихови еволуционо најнижи представници. Прва велика група водоземаца развила се у периоду девона, пре око 370 милиона година, од Саркоптеригије сличним целекантима и дводихалицама, код којих су се развила пераја слична ногама, са више зглобова и прстију, што им је омогућавало пузање по морском дну. Неке рибе развиле су примитивна плућа како би могле дисати, будући да су стагнантни базени у девонским мочварама садржавали врло мало кисеоника. Снажним перајима су се такође могле извући из воде на копно уколико је то било потребно. На крају ће се њихова коштана пераја развити у удове те ће оне тиме постати преци свих тетрапода, у које спадају данашњи водоземци, гмизавци, птице и сисари. Упркос томе што су могле пузити по копну, многе од тих праисторијских тетраподоморфних риба и даље су проводиле већину времена у води. Почеле су развијати плућа, али још увијек су већином користиле шкрге.

#### Гмизавци
Гмизавци (лат. Reptilia — Рептили) су одиграли изузетно значајну улогу у историји развоја животињског света, јер је то прва група кичмењака која је у потпуности изашла на копно. Ова еволуција омогућена је захваљујући развитку јаја са амнионом: опна (амнион) је обавијала ембрион који се налазио у течној средини, па је ембрион могао да се развија лебдећи у течности, а није било потребно да се јаја полажу у води. Рептили су тетраподна животињска класа која се састоји од корњача, крокодила, змија, водених гуштера, гуштера, туатара, и њихових изумрлих сродника. Изучавање тих традиционалних рептилских редова, историјски комбинованих са модерним водоземцима, се назива херпетологија.

#### Птице
Птице (лат. Aves) су класа двоножних, топлокрвних кичмењака који полажу јаја. Птице су током јуре еволуирале од диносаура подреда теропода, а најранија позната птица из касне јуре је Archaeopteryx. По величини варирају од ситних колибрија до крупних нојева. Постоји између 10 и 11 хиљада познатих врста птица и најразноврснији су класа међу копненим кичмењацима.
Многе птичје врсте сваке године крећу на селидбе у удаљене крајеве, а још више их предузима миграције које су краће и мање регуларне. Птице су друштвене животиње и комуницирају визуелним сигналима, звучним позивима и певањем, учествују у друштвеном понашању што укључује заједнички лов, помоћ при одгајању подмлатка и понашање карактеристично за јато. Неке врсте птица су искључиво моногамне, друге првенствено моногамне уз повремено парење с другим јединкама. Друге врсте су полигине или полиандричне. Јаја обично полажу у гнездима где се она инкубирају, и већина птица дуже време проводи у подизању младих након излегања.
Људи искориштавају птице као важан извор хране кроз лов и живинарство. Неке врсте, првенствено певачице и папагаји омиљене су као кућни љубимци. Птице су истакнуто заступљене у свим погледима људске културе, од религије, поезије до популарне музике. Око 120 до 130 птичјих врста изумрло је као резултат људског деловања од 1600. године, а пре тога још и више. Данас многим врстама птица прети изумирање због деловања људи и врше се напори како би се заштитиле.
Данашње птице одликују перје, кљун без зуба, полагање јаја са чврстом љуском, висока стопа метаболизма, срце с две коморе и две преткоморе, те лаган, али јак скелет. Многе птице имају предње удове развијене као крила којима могу летети, иако су нојевке и неколико других, углавном ендемских оствских врста, изгубиле ту способност.

#### Сисари
Сисари (лат. Mammalia) су класа кичмењака коју карактеришу присуство длака и способност женке да производи млеко (које служи за исхрану младунаца). Постоји око 5500 савремених врста сисара сврстаних у око 1200 родова. Сисари су ендотермни кичмењаци који настањују веома разнолике еколошке нише, углавном на копну. Постоје и секундарно водене групе (китови, морске краве, перајари).
Сисари су потомци синапсида звероликих гмизаваца, који су настали пре око 300 милиона година. Први сисари у ширем смислу речи појавили су се пре отприлике 225 милиона година, у доба тријаса и доминације диносауруса. Постепено су се диференцирале три савремене групе сисара: торбари, кљунари и плацентални сисари. Од првобитно ситних ноћних (ноктуралних) животиња сисари, након великог изумирања гмизаваца крајем Мезозоика, подлежу адаптивној радијацији и данас мноштво животних форми живи у већини екосистема планете Земље.